# Radiolab
Radiolab är ett amerikanskt radio- och poddradioprogram som började sändas 2002 och leds av Jad Abumrad och Robert Krulwich. En stor del av innehållet är populärvetenskapligt med inriktning på naturvetenskap, men även andra ämnesområden förekommer. Till exempel finns spinoffen More Perfect, vars huvudtema är USA:s högsta domstol.